# Estudios de paisajes y desnudos
Estudios de paisajes y desnudos es un boceto del artista francés Pierre-Auguste Renoir (1841-1919), realizado cerca de 1900 en óleo sobre lienzo. Forma parte de la colección del Museo Soumaya.
En esta obra, Renoir plasmó en el primer plano a dos mujeres voluptuosas con el torso desnudo y un velo en la parte inferior, y sus cabellos recogidos. En un segundo plano se observan algunas casas y árboles. Destaca la paleta de colores usada por el artista, la cual se compone de verdes, magentas y ocres para el follaje, que contrasta con la blancura de la arquitectura plasmada.
El boceto fue elaborado cuando el artista se trasladó a la región de Cagnes-sur-Mer al sur de Francia, en la que se establecería de forma definitiva en 1903. La razón fue que él y su familia buscaban mejores condiciones climáticas para la mejora de la salud del artista, pues Renoir sufría una crisis de reumatismo articular, enfermedad que aquejaría al artista hasta su muerte. Muy probablemente, debido a ello, es que tanto en los bocetos que realizó en esta época como durante las dos últimas décadas de su vida, regresaría a la estética impresionista que había abandonado y negado años atrás.
También este boceto forma parte de las últimas obras de Renoir, en las cuales dedicó gran parte de sus composiciones a los desnudos femeninos.